# Spengler Cup 2016
Der Spengler Cup 2016 (französisch Coupe Spengler 2016) war die 90. Auflage des gleichnamigen Wettbewerbs und fand vom 26. bis 31. Dezember 2016 im Schweizer Luftkurort Davos statt. Als Spielstätte fungierte die dortige Vaillant Arena. Insgesamt besuchten 68'686 Zuschauer die elf Turnierspiele, was einem Schnitt von 6'244 pro Partie entspricht.
Es siegte erneut das Team Canada, das durch einen 5:2-Sieg im Finalspiel in der Neuauflage des Vorjahresfinals über den HC Lugano das Turnier gewann. Für das Team Canada, das damit den Vorjahreserfolg wiederholte, war es der insgesamt 14. Titelgewinn am Spengler Cup seit 1984 und der dritte in den letzten fünf Jahren.
Der Kanadier Andrew Ebbett war mit acht Scorerpunkten, darunter vier Tore, erfolgreichster Akteur des Turniers.

## Modus
Die sechs teilnehmenden Teams spielten zunächst in zwei Vorrundengruppen – benannt nach den Davoser Eishockeylegenden Richard Torriani sowie den Cattini-Brüdern Ferdinand und Hans – à drei Teams in einer Einfachrunde im Modus «jeder gegen jeden», so dass jede Mannschaft zunächst zwei Spiele bestritt, die Platzierungen nach Punkten aus. Die beiden Gruppensieger qualifizierten sich direkt für den Halbfinal, während die Zweit- und Drittplatzierten in einem K.-o.-Duell über Kreuz die beiden weiteren Halbfinalteilnehmer ausspielten. Die beiden Halbfinalsieger ermittelten am Schlusstag schliesslich den Turniersieger.

## Turnierverlauf

### Vorrunde
Gruppe Torriani
| 26. Dezember 2016 15:00 Uhr | HC Lugano J. Wisniewski (9:39) R. Sannitz (31:24) R. Gardner (32:35) L. Klasen (59:40) | 4:2 (1:1, 2:0, 1:1) Spielbericht | Awtomobilist Jekaterinburg D. Monja (17:16) A. Garejew (48:21) | Vaillant Arena, Davos Zuschauer: 6'300 |

| 27. Dezember 2016 15:05 Uhr | Mountfield Hradec Králové R. Jarůšek (4:28) R. Kukumberg (24:51) R. Kukumberg (52:08) R. Jarůšek (55:56) | 4:3 (1:1, 1:2, 2:0) Spielbericht | Awtomobilist Jekaterinburg D. Monja (0:31) A. Golyschew (37:20) S. Tschistow (39:42) | Vaillant Arena, Davos Zuschauer: 6'155 |

| 28. Dezember 2016 15:05 Uhr | HC Lugano G. Hofmann (11:18) G. Hofmann (18:35) L. Fazzini (29:23) R. Vesce (30:51) | 4:3 (2:1, 2:0, 0:2) Spielbericht | Mountfield Hradec Králové J. Šimánek (11:53) A. Džeriņš (43:06) R. Červený (51:42) | Vaillant Arena, Davos Zuschauer: 6'300 |

| Pl. |                            | Sp | S | OTS | OTN | N | Tore | Punkte |
| --- | -------------------------- | -- | - | --- | --- | - | ---- | ------ |
| 1.  | HC Lugano                  | 2  | 2 | 0   | 0   | 0 | 8:5  | 6      |
| 2.  | Mountfield Hradec Králové  | 2  | 1 | 0   | 0   | 1 | 7:7  | 3      |
| 3.  | Awtomobilist Jekaterinburg | 2  | 0 | 0   | 0   | 2 | 5:8  | 0      |

Gruppe Cattini
| 26. Dezember 2016 20:15 Uhr | HK Dinamo Minsk O. Materuchin (2:02) J. Kawyrschyn (16:50) J. Lissawez (40:44) D. Korabau (46:30) J. Kawyrschyn (50:25) S. Drosd (54:20) M. Kamarou (54:20) | 7:4 (2:3, 1:0, 4:1) Spielbericht | Team Canada A. Ebbett (5:11) M. Noreau (12:57) M. Raymond (13:58) M. Noreau (40:33) | Vaillant Arena, Davos Zuschauer: 6'119 |

| 27. Dezember 2016 20:15 Uhr | HC Davos P. Ledin (11:09) D. Rahimi (45:02) P. Ledin (55:18) | 3:4 (1:1, 0:1, 2:2) Spielbericht | Team Canada M. Raymond (16:27) C. Emmerton (27:57) J. Micflikier (46:37) A. Ebbett (52:40) | Vaillant Arena, Davos Zuschauer: 6'300 |

| 28. Dezember 2016 20:15 Uhr | HK Dinamo Minsk R. Klinkhammer (4:54) D. Karaban (29:46) A. Paulowitsch (30:38) A. Paulowitsch (47:35) | 4:5 (1:1, 2:3, 1:1) Spielbericht | HC Davos A. Hall (16:03) N. Schneeberger (21:28) P. Lindgren (22:17) D. Shore (29:31) E. Corvi (41:40) | Vaillant Arena, Davos Zuschauer: 6'300 |

| Pl. |                 | Sp | S | OTS | OTN | N | Tore  | Punkte |
| --- | --------------- | -- | - | --- | --- | - | ----- | ------ |
| 1.  | HK Dinamo Minsk | 2  | 1 | 0   | 0   | 1 | 11:09 | 3      |
| 2.  | HC Davos        | 2  | 1 | 0   | 0   | 1 | 08:08 | 3      |
| 3.  | Team Canada     | 2  | 1 | 0   | 0   | 1 | 08:10 | 3      |

### Finalrunde
|  | Halbfinalqualifikation | Halbfinalqualifikation     | Halbfinalqualifikation |  |  | Halbfinal | Halbfinal       | Halbfinal |  |    | Final       | Final     | Final |
|  |                        |                            |                        |  |  |           |                 |           |  |    |             |           |       |
|  |                        |                            |                        |  |  | C1        | HK Dinamo Minsk | 2         |  |    |             |           |       |
|  | T2                     | Mountfield Hradec Králové  | 1                      |  |  | C3        | Team Canada     | 3         |  |    |             |           |       |
|  | C3                     | Team Canada                | 5                      |  |  |           |                 |           |  | C3 | Team Canada | 5         |       |
|  |                        |                            |                        |  |  |           |                 |           |  |    | T1          | HC Lugano | 2     |
|  |                        |                            |                        |  |  | T1        | HC Lugano       | 4         |  |    |             |           |       |
|  | C2                     | HC Davos                   | 3                      |  |  | C2        | HC Davos        | 0         |  |    |             |           |       |
|  | T3                     | Awtomobilist Jekaterinburg | 1                      |  |  |           |                 |           |  |    |             |           |       |

Halbfinalqualifikation
| 29. Dezember 2016 15:05 Uhr | Mountfield Hradec Králové J. Bednář (39:20) | 1:5 (0:2, 1:1, 0:2) Spielbericht | Team Canada A. Ebbett (4:19) M. Noreau (19:41) B. Gormley (33:32) M. Raymond (42:24) F. Paré (43:01) | Vaillant Arena, Davos Zuschauer: 6'012 |

| 29. Dezember 2016 20:15 Uhr | HC Davos T. Ruutu (5:28) D. Shore (8:35) M. Wieser (43:39) | 3:1 (2:1, 0:0, 1:0) Spielbericht | Awtomobilist Jekaterinburg A. Golyschew (17:58) | Vaillant Arena, Davos Zuschauer: 6'300 |

Halbfinal
| 30. Dezember 2016 15:05 Uhr | HK Dinamo Minsk A. Stepanow (21:44) M. Ellison (55:16) | 2:3 (0:2, 1:0, 1:1) Spielbericht | Team Canada M.-A. Pouliot (7:07) C. DiDomenico (14:03) Ch. Genoway (52:29) | Vaillant Arena, Davos Zuschauer: 6'300 |

| 30. Dezember 2016 20:15 Uhr | HC Lugano L. Klasen (16:59) D. Bürgler (31:23) A. Chiesa (35:01) A. Bertaggia (45:54) | 4:0 (1:0, 2:0, 1:0) Spielbericht | HC Davos | Vaillant Arena, Davos Zuschauer: 6'300 |

Final
| 31. Dezember 2016 12:00 Uhr | Team Canada Ch. Genoway (6:03) M.-A. Pouliot (20:59) C. Emmerton (22:59) A. Ebbett (37:17) N. Spaling (59:43) | 5:2 (1:1, 3:0, 1:1) Spielbericht | HC Lugano D. Bürgler (0:31) D. Bürgler (44:08) | Vaillant Arena, Davos Zuschauer: 6'300 |

## Siegermannschaft
| Spengler-Cup-Sieger Team Canada | Torhüter: Zachary Fucale, Drew MacIntyre Verteidiger: Mark Flood, Chay Genoway, Brandon Gormley, Shaun Heshka, Mark Katic, Shaone Morrisonn, Maxim Noreau, Blake Parlett, Daniel Vukovic Stürmer: Gregory Campbell, Chris DiDomenico, Andrew Ebbett, Cory Emmerton, Colby Genoway, Dustin Jeffrey, David McIntyre, Jacob Micflikier, Francis Paré, Marc-Antoine Pouliot, Mason Raymond, James Sheppard, Nick Spaling Cheftrainer: Luke Richardson |

## All-Star-Team
| Angriff:      | Andrew Ebbett – MSK Jauhen Kawyrschyn – Drew Shore |
| Verteidigung: | Maxim Noreau – James Wisniewski                    |
| Tor:          | Elvis Merzļikins                                   |